# EXPOSOL

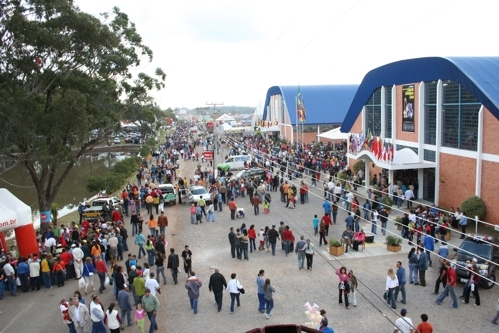
Evento realizado em 2009.

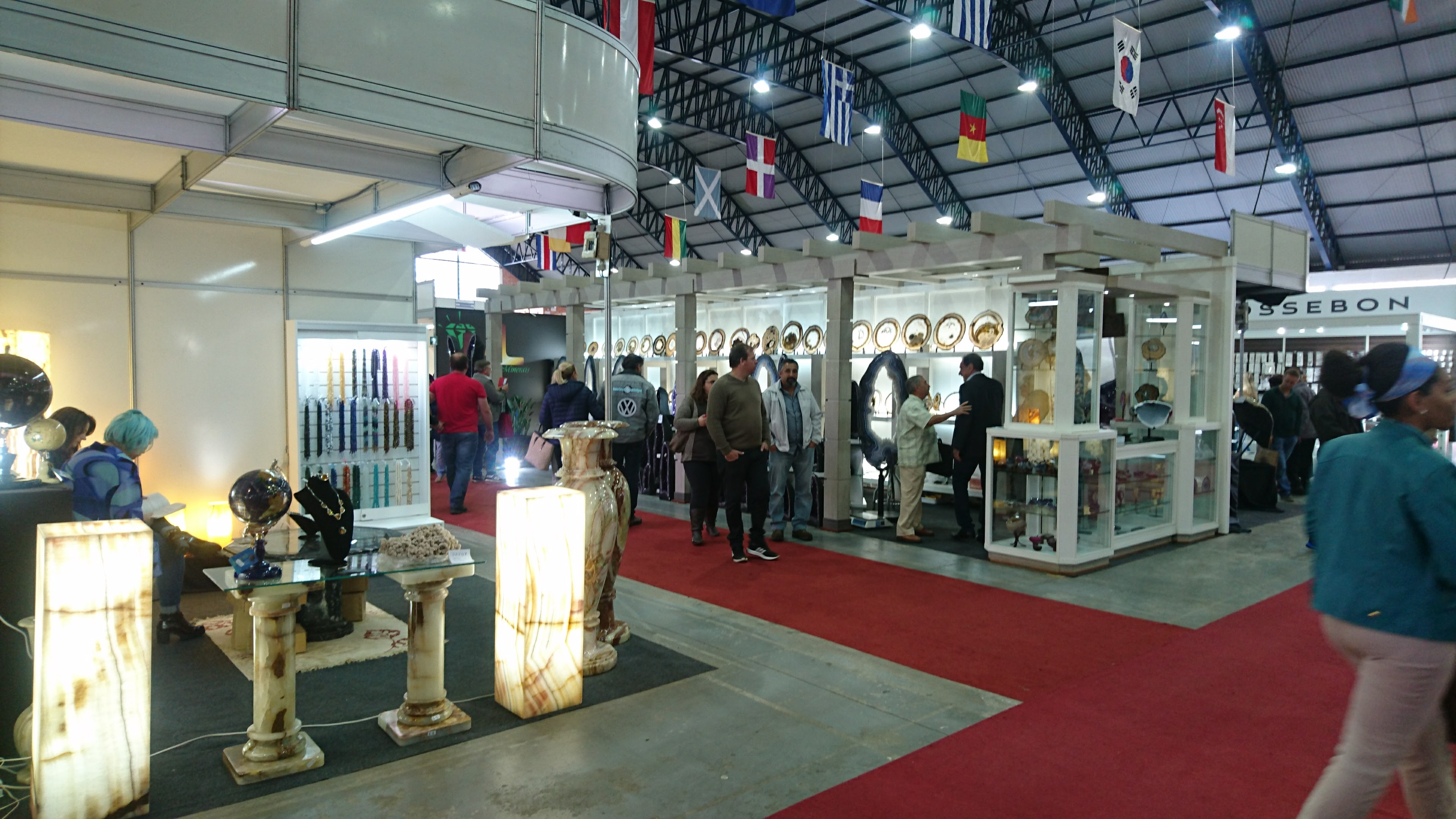
Interior do pavilhão em 2017.

A Feira Internacional de Pedras Preciosas, também denominada como EXPOSOL, é um evento que ocorre em Soledade, no Rio Grande do Sul, todo o mês de maio desde 2000.
Esta feira, é a maior feira de pedras preciosas do Rio Grande do Sul e da América Latina. O evento tornou a cidade conhecida como "Capital das Pedras Preciosas". A EXPOSOL é realiza no Parque Centenário Rui Ortiz, o maior parque de feiras do interior do Rio Grande do Sul. O evento recebeu aproximadamente 150 mil pessoas na edição de 2019.